# کی (عنوان)

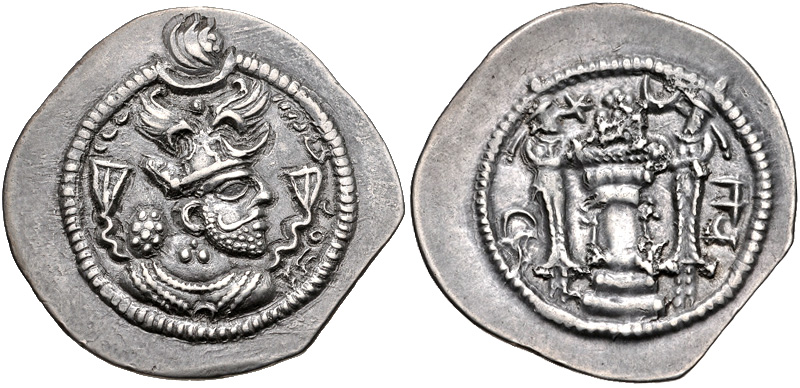
سکه ضرب آذربادگان از دوره پیروز یکم با عنوان «کَی‌پیروز»

کَی یا کَوی (به اوستایی: 𐬐𐬀𐬎𐬎𐬌 ت.ت. 'کَوی'، به پارسی میانه: 𐭪𐭣 ت.ت. 'کَی')؛ به معنای «شاه»، عنوان پادشاهان اسطوره‌ای کیانیان در اوستا است که بعدها به‌دست ساسانیان هند و شاهنشاهان ساسانی نیز استفاده شد. از جمله پادشاهان کیانی دارای این عنوان کی‌قباد، کی‌کاووس، کی‌خسرو، کی‌لهراسپ، کی‌گشتاسپ و کی‌بهمن هستند.
جنگ‌های ساسانیان با قبایل مهاجم خیونان، کیداریان و هپتالیان در مرزهای شرقی ایران، برای آن‌ها یادآور نبردهای پادشاهان کیانی با تورانیان بود و درنتیجه شاهنشاهان ساسانی را به استفاده از عنوان کیانی «کَی» ترغیب کرد. این عنوان بر سکه‌های یزدگرد دوم، پیروز یکم و قباد یکم به‌صورت «کَی‌یزدگرد» (کَوی‌یَزْدَکِرْتُ)، «کَی‌پیروز» (کَوی‌پیروئوزَت) و «کَی‌قباد» (کَوی‌کَوات) ثبت شده است و همچنین عنوان کَی واپسین بار در سکه‌های قباد یکم در سال ۵۱۳ م. استفاده شد.
ساسانیان هند حداقل یک سده پیش از شاهنشاهان ساسانی ایران و تا زمان سرنگونی به دست کیداریان در میانه سده چهارم میلادی، از این عنوان استفاده می‌کردند.
| ز تخم کیان بی گمان کس نبود |  | که هرگز پیاده نبرد آزمود |

— فردوسی

## در اوستا
در اوستا نام عده‌ای از پادشاهان و نام‌آوران با واژهٔ کوی همراه است. مانند کوی‌ائیپی ونگهو (کَی‌اپیوه)، کوی‌ارشن (کَی‌آرش) کَوی‌ویشتاسپَ (کَی‌گُشتاسپ)، کَوی‌هوُسْرَوَه (کَی‌خسرو).

## در گاتاها
در گاتاها کوی آمر و پادشاه است چرا که هم برای امرای مزدیسنا آمده و هم برای امرای دیویسنا. بیشتر با گرهم، کرپن و اوسیج که از دیوان هستند، همگروه است.